# Paul Hindemith

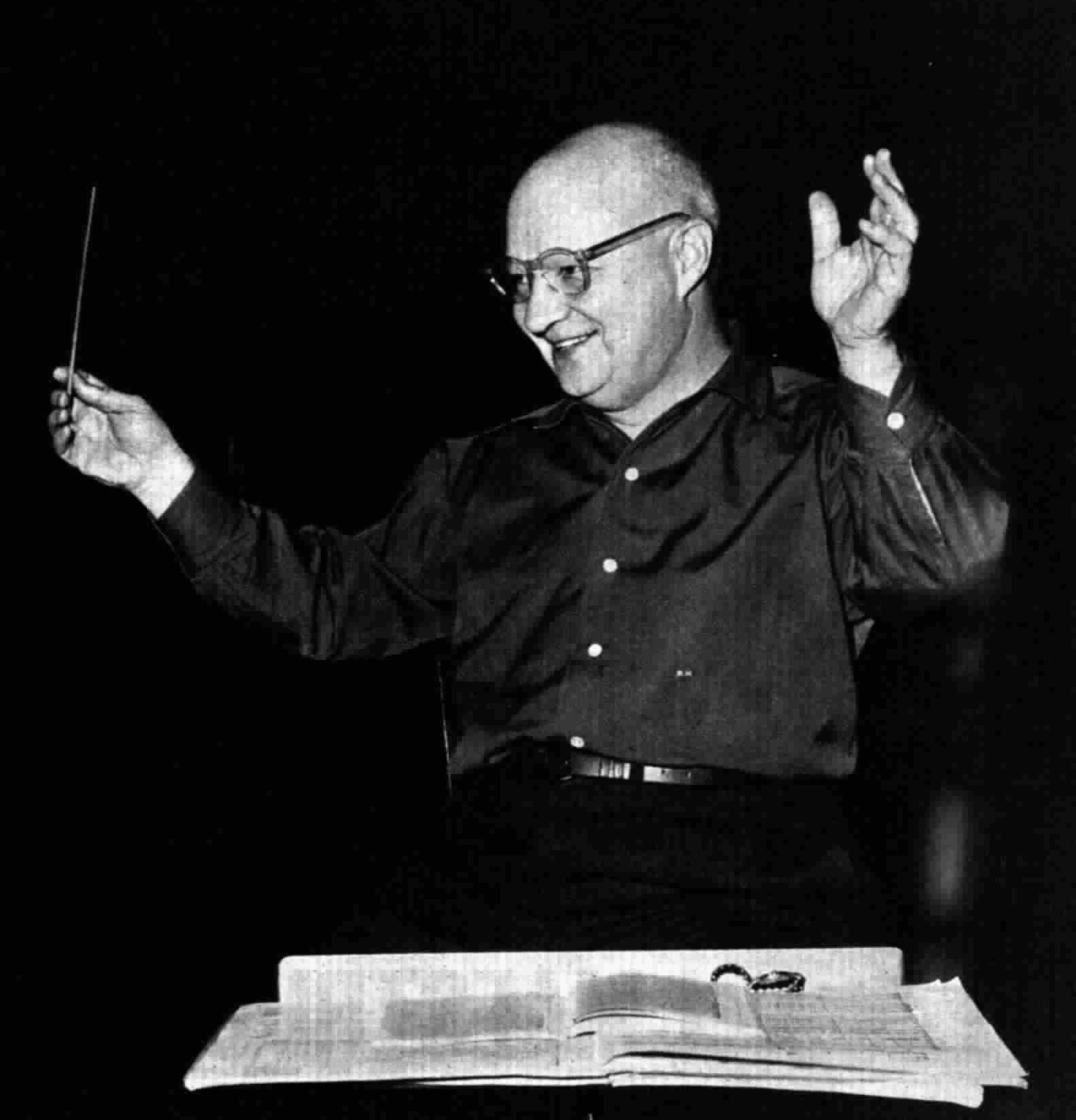
Hindemith in 1958

Paul Hindemith (Hanau, 16 november 1895 – Frankfurt am Main, 28 december 1963) was een Duitse componist, altviolist, violist, muziekpedagoog, organist, muziektheoreticus en dirigent. In Frankfurt am Main is het museum Hindemith Kabinett aan zijn werk en leven gewijd.

## Leven en werk
Paul Hindemith studeerde viool aan het Dr. Hoch’s Konservatorium van Frankfurt, en speelde vervolgens van 1915 tot 1923 in de opera van Frankfurt. Van 1921 tot 1929 was hij altviolist in het Amar Quartet, waar hij actief pleitte voor de muziek van zijn tijd. In 1927 werd hij benoemd tot leraar compositie aan de Hochschule der Künste van Berlijn.
Op 15 mei 1924 trouwde Hindemith met de actrice en zangeres Gertrud (Johanna Gertrude) Rottenberg (1900–1967), die van gedeeltelijk Joodse afkomst was. Hun huwelijk bleef kinderloos.
De relatie van de nazi's met de muziek van Hindemith was ingewikkeld. Sommigen veroordeelden zijn muziek als "gedegenereerd" (grotendeels gebaseerd op zijn vroege, seksueel geladen opera's zoals Sancta Susanna). Met name de Duitse minister van Propaganda Joseph Goebbels hekelde Hindemith als een "atonale herriemaker". Componist Wilhelm Furtwängler probeerde Hindemith echter te verdedigen. De controverse rond zijn werk duurde voort gedurende de jaren dertig, waarbij Hindemith uit de gratie raakte bij de nazi's. De nazi's verboden zijn muziek in oktober 1936. 
In de jaren dertig bezocht Hindemith verschillende keren Caïro en ook Ankara. Hij accepteerde een uitnodiging van de Turkse regering om toezicht te houden op de oprichting van een staatsconservatorium in Ankara in 1935, nadat Goebbels hem onder druk had gezet om verlof voor onbepaalde tijd aan te vragen bij de Berlijnse Academie. In Turkije was hij de leidende figuur bij de creatie van een nieuwe muziekpedagogiek als onderdeel van het hervormingsbeleid van de toenmalige president Mustafa Kemal Atatürk. Hindemith leidde de reorganisatie van het Turkse muziekonderwijs. Hij bleef niet zo lang in Turkije, maar hij had grote invloed op het Turkse muziekleven; het Staatsconservatorium van Ankara heeft veel aan zijn inspanningen te danken. Jonge Turkse musici beschouwden Hindemith als een "echte meester". Bij zijn vertrek uit Turkije werd Hindemith opgevolgd door Eduard Zuckmayer.
In 1938 vertrok hij naar Zwitserland om daar te doceren aan een Zwitserse universiteit. Hij vertrok naar de Verenigde Staten, waar hij les gaf aan de Yale-universiteit, als leraar compositie, van 1940 tot 1953. Hij verkreeg in 1948 de Amerikaanse nationaliteit. Later keerde hij terug naar Europa. Hij vestigde zich in Zwitserland en gaf er van 1951 tot 1953 les aan de universiteit van Zürich. Hindemith was verder vooral beroemd als bespeler van de altviool. Voor dit instrument componeerde hij verschillende concerti, waaronder Der Schwanendreher, sonates en andere werken.
Zijn ritmiek, door hem "Motorik" genoemd - een samenstelling van Motor en Musik, is doordringend en soms ook wel kwellend. Ze geeft de echo weer van de komst van de industrialisatie en de motor, aangezien Hindemith sentimentaliteit, psychologie, persoonlijkheid tegenstaat. Zo creëert Hindemith tussen snerpende muziek en neoklassieke muziek een heel persoonlijke muziek (Gebrauchsmusik, muziek met vaak een sociaal of politiek doel).
Zijn oeuvre is heel uitgebreid, bevat meer dan honderd composities en raakt alle genres aan. Hoewel hij een vurig verdediger van eigentijdse muziek was, voelde hij zich nooit aangetrokken tot de dodecafonie. Hij heeft ook verschillende theoretische werken geschreven, waaronder Unterweisung im Tonsatz uit 1937, waarin Hindemith diverse 'systemen' aanbiedt waarin hij de spanning van intervallen, harmonie en melodiek analyseert en tot componeertechniek verheft.
In 1981 maken de Duitse muzikanten Thomas Fehlmann en Holger Hiller een eigen versie van Wir bauen eine Stadt.

## Lijst van composities

### Orkestwerken
- Celloconcert, op. 3, 1916;
- Lustige Sinfonietta, op.4, 1916;
- Nusch-Nuschi-suite, 1921;
- Kammermusik no.1,op. 24 no.1, 1922;
- Kleine Kammermusik op.24 no.2, 1922;
- Concertsuite uit Der Dämon, 1923;
- Klaviermusik mit Orchester, op.29, voor piano linkerhand en orkest, 1923;
- Kammermusik no.2, op. 36 no.1 voor piano en 12 instrumenten, 1924;
- Kammermusik no.3, op. 36 no.2 voor cello en 10 instrumenten, 1925;
- Kammermusik no.4, op. 36 no.3 voor viool en groot kamerorkest, 1925;
- Kammermusik no.5, op. 36 no.4 voor altviool en groot kamerorkest, 1927;
- Konzert für Orchester, op. 38, 1925;
- Kammermusik no.6, op. 46 no.1 voor viola d'amore en groot kamerorkest, 1927;
- Kammermusik no.7,op. 46 no.2 voor orgel en kamerorkest, 1927;
- Neues vom Tage, overture, 1930;
- Der Lindberghflug, 1929;
- Konzertmusik, op. 48, voor altviool en groot kamerorkest, 1930;
- Konzertmusik, op. 49, voor piano, blazers en 2 harpen, 1930;
- Konzertmusik, op. 50, voor blazers en strijkers, 1930;
- Konzertstück, voor trautonium en strijkers, 1931;
- Philharmonisches Konzert, 1932;
- Mathis der Maler Symfonie, 1934;
- Der Schwanendreher, voor altviool en klein orkest, 1935;
- Trauermusik, voor altviool (of cello of viool) en strijkorkest, 1936;
- Symphonische Tänze, 1937;
- Vioolconcert, 1939;
- Celloconcert, 1940;
- Symfonie, 1940;
- Thema en variaties "The four Temperaments", voor piano en strijkers, 1940, ook ballet;
- Cupid and Psyche, ballet overture, 1943;
- Symphonische metamorphosen op thema's van Carl Maria von Weber, 1943;
- Pianoconcert, 1945;
- Symphonia serena, 1946;
- Klarinetconcert, 1947;
- Concert voor fluit, hobo, klarinet, fagot, harp en orkest, 1949;
- Concert voor trompet, fagot en strijkers, 1949;
- Hoornconcert, 1949;
- Sinfonietta, 1950;
- Symfonie "Die Harmonie der Welt", 1951;
- Pittsburgh Symphony, 1958;
- Marsch über den alten "Schweizerton", 1960;
- Orgelconcert, 1962

### Werken voor harmonieorkest
- Konzertmusik für Blasorchester, op. 41, 1926;
  1. Konzertante Overture
  2. Sechs Variationen über das Lied "Prinz Eugen, der edle Ritter"
  3. Marsch
- Symfonie in Bes voor harmonieorkest, 1951;
  1. Moderatery fast, with vigor
  2. Andantino, grazioso
  3. Fugue, rather broad

### Muziektheater

#### Opera's
| Voltooid in                         | titel                                                     | aktes                                   | première                                                                                      | libretto |
| ----------------------------------- | --------------------------------------------------------- | --------------------------------------- | --------------------------------------------------------------------------------------------- | --- |
| 1912-1913                           | Der Vetter auf Besuch                                     | alleen fragmenten, verloren gegaan      |                                                                                               | Wilhelm Busch |
| 1919                                | Mörder, Hoffnung der Frauen, op. 12                       | 1 akte                                  | 4 juni 1921, Stuttgart, Staatsopera                                                           | Oskar Kokoschka |
| 1920                                | Das Nuschi-Nuschi, op. 20 (stuk voor Birmese marionetten) | 1 akte                                  | 4 juni 1921, Stuttgart, Staatsopera                                                           | Franz Blei |
| 1921                                | Sancta Susanna, op. 21                                    | 1 akte                                  | 26 maart 1922, Frankfurt am Main                                                              | August Stramm |
| 1925-1926; nieuwe versie: 1952      | Cardillac, op. 39                                         | 3 bedrijven, 4 taferelen                | 9 november 1926, Dresden, Staatsopera; nieuwe versie: 20 juni 1952, Zürich, Stedelijk theater | Ferdinand Lion naar de vertelling "Das Fräulein von Scudéri" van E.T.A. Hoffmann; nieuwe versie: van de componist in navolging van het libretto van Ferdinand Lion |
| 1927                                | Hin und zurück, op. 45a                                   |                                         | 17 juli 1927, Baden-Baden                                                                     | Marcellus Schiffer |
| 1928-1929; nieuwe versie: 1953-1954 | Neues vom Tage                                            | 3 bedrijven; nieuwe versie: 2 bedrijven | 8 juni 1929, Berlijn, Kroll opera; nieuwe versie: 7 april 1954, Napels                        | Marcellus Schiffer; nieuwe versie: van de componist |
| 1929                                | Lehrstück                                                 |                                         | 28 juli 1929, Baden-Baden                                                                     | Bertolt Brecht |
| 1934-1935                           | Mathis der Maler                                          | 7 taferelen                             | 28 mei 1938, Zürich, Stedelijk theater                                                        | van de componist gebaseerd op het leven van Matthias Grünewald |
| 1956-1957                           | Die Harmonie der Welt                                     | 5 bedrijven                             | 11 augustus 1957, München, Staatsopera                                                        | van de componist |
| 1960-1961                           | The Long Christmas Dinner (Das lange Weihnachtsmahl)      |                                         | 17 december 1961, Mannheim, Nationaltheater                                                   | Thornton Wilder en van de componist |

#### Balletten
| Voltooid in | titel                                                  | aktes       | première                         | libretto                            | choreografie  |
| ----------- | ------------------------------------------------------ | ----------- | -------------------------------- | ----------------------------------- | ------------- |
| 1922        | Der Dämon, op. 28 (Danspantomime)                      | 2 taferelen | 1 december 1923, Darmstadt       | Max Krell                           |               |
| 1926        | Das Triadische Ballett (voor mechanische orgel)        |             | 25 juli 1926, Donaueschingen     | Oskar Schlemmer                     |               |
| 1938        | Nobilissima Visione, (danslegende)                     | 6 taferelen | 21 juli 1938, Londen             | van de componist en Léonide Massine |               |
| 1944        | Hérodiade de Stéphane Mallarmé, Récitation orchestrale |             | 30 oktober 1944, Washington D.C. |                                     | Martha Graham |

#### Toneelmuziek
| Voltooid in | titel                    | aktes             | soort van toneel    | tekst                           | première                    |
| ----------- | ------------------------ | ----------------- | ------------------- | ------------------------------- | --------------------------- |
| 1915        | Das Glück ist blind      |                   |                     | Franz Pocci                     |                             |
| 1915        | Kasperls Heldentaten     |                   |                     | Franz Pocci                     |                             |
| 1915        | Kasperl unter den Wilden |                   |                     | Franz Pocci                     |                             |
| 1915        | Lohengrin-Parodie        |                   | parodie             | Friedrich Huch                  |                             |
| 1915        | Die Zaubergeige          |                   |                     | Franz Pocci                     |                             |
| 1922        | Tuttifänchen             | 3 taferelen       | Kerstsprookje       | Hedwig Michel, Franzsika Becker | 13 december 1922, Darmstadt |
| 1930        | Wir bauen eine Stadt     |                   | speel voor kinderen | Robert Seitz                    | 21 juni 1930, Berlijn       |
| 1932        | Kinderoper               | alleen fragmenten |                     |                                 |                             |

### Werken voor koor met/of solostem en orkest
- Drei Gesänge, op. 9, voor sopraan en orkest, 1917;
- Melancholie, op. 13 (tekst van Christian Morgenstern), voor mezzosopraan en strijkkwartet, 1919;
- Des Todes Tod, op. 23a, voor vrouwenstem, 2 altviolen en 2 cello’s, 1922;
- Die junge Magd, op. 23b (tekst van Georg Trakl), 1922;
- Die Serenaden, kleine cantate, 1925;
- Das Unaufhörliche oratorium, 1931;
- Six Chansons for four part Chorus of mixed voices on original french poems by Rainer Maria Rilke: 1. La Biche, 2. Un Cygne, 3. Puisque tous passe, 4. Printemps, 5. En hiver, 6. Verger, 1939
- Old Irish Air, voor koor, harp en strijkers, 1940;
- A song of Music, 1941;
- When Lilacs last in the door-yard Bloom'd: Requiem for those we love (tekst van Walt Whitman), 1946;
- Ite, angeli veloces, cantate in 3 delen: 1. Chant de triomphe du roi David (Psalm xvii), 2. Custos quid de nocte, 3. Cantique de l'espérance, 1952-1933;
- Das Marienleben (tekst van Rainer Maria Rilke), voor sopraan en orkest, 1938-59;
- Mainzer Umzug, 1962

### Kamermuziek

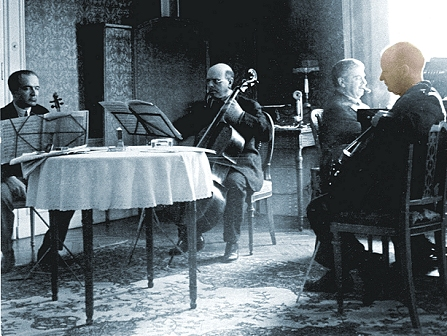
Bronisław Huberman (links) met Pablo Casals, Artur Schnabel en Paul Hindemith (1933)

- Solosonates voor altviool, viool, cello, contrabas, fluit, harp;
- Sonates met piano: voor viool, altviool, cello, contrabas, gitaar, klarinet, hobo, Engelse hoorn, fagot, fluit, saxofoon, hoorn, althoorn, trompet, trombone, tuba;
- Trio's voor allerlei bezettingen;
- Strijkkwartetten (7) en losse werken voor strijkkwartet;
- Kwintetten, septet, octet voor uiteenlopende bezettingen.
- Kammermusik Nr. 4, voor blazerskwintet, op. 36 Nr. 3 (1925)
  1. Breite, majestätische Halbe
  2. Sehr lebhaft
  3. Nachstück
  4. Lebhafte Viertel
  5. So schnell wie möglich

### Orgelmuziek
- Sonate nr.1
- Sonate nr.2
- Sonate nr.3

### Pianomuziek
- In einer Nacht opus 15, 1917-1919: 13 stukken en een finale met dubbelfuga
- Tanzstücke opus 19, 1920
- Suite “1922” opus 26: Marsch (Luft-Akt), Shimmy, Nachtstück, Boston, Ragtime
- Klaviermusik opus 37 I & II, 1927:
  - I Übung in drei Stücken 1925
  - II Reihe kleiner Stücke 1927
- Kleine Klaviermusik opus 45, 1929: 12 eenvoudige vijftoonsstukken
- Wir bauen eine Stadt, 1931: 6 stukken bij Robert Seitz’ tekst voor kindertheater
- Drei Sonaten, 1936
  - Sonate nr.1 in A “Der Main”
  - Sonate nr.2 in G
  - Sonate nr.3 in Bes
- Variationen, 1936
- Ludus tonalis, 1942: Praeludium, 12 fuga’s met interludia, en postludium

## Registraties
De meeste orkestwerken van Hindemith zijn verkrijgbaar op het Duitse cd-label CPO.
Enkele expressionistische werken, zoals de vroege korte opera’s en de latere opera’s zijn op uitstekende en zeer goed gedocumenteerde wijze op cd verkrijgbaar van het Duitse cd-label Wergo.
Een tijd lang is de gerenommeerde uitvoering van de opera Cardillac, met in de hoofdrol Dietrich Fischer-Dieskau, op het Duitse label Deutsche Grammophon verkrijgbaar geweest.